# Cacicus oseryi
El cacique de yelmo o conoto de casquete (Cacicus oseryi) es una especie de ave paseriforme de la familia Icteridae propia de América del Sur. Fue clasificado en el género monotípico Clypicterus aunque los análisis genéticos lo han situado en el género Cacicus.
Se encuentra en Bolivia, Brasil, Ecuador y Perú. Su hábitat natural son los bosques húmedos de tierras bajas tropicales o subtropicales.